# The Smiths: Still Ill
The Smiths: Still Ill è un documentario sulla band inglese The Smiths, prodotto da Petal Productions nel 2007. Il video contiene solo interviste a Morrissey e Johnny Marr, con alcuni materiali inediti.